# Mišo Brečko
Mišo Brečko (Trbovlje, 1 mei 1984) is een Sloveens profvoetballer die bij voorkeur als verdediger speelt. Hij verruilde in 2015 1. FC Köln voor 1. FC Nürnberg, dat circa €500.000,- voor hem betaalde. Hij kan ook uit de voeten als middenvelder.

## Clubcarrière
Brečko is van nature een middenvelder, maar wordt regelmatig gebruikt als rechterverdediger. Brečko ging in het seizoen 2004-2005 van NK Smartno naar Hamburger SV. Zijn verblijf bij de eerste club uit Hamburg werd geen succes. In het seizoen 2005-2006 gaat Brečko op huurbasis spelen bij Hansa Rostock. Het seizoen erna wordt hij wederom uitgeleend, ditmaal aan Erzgebirge Aue. In het seizoen 2007-2008 probeert hij het nogmaals in Hamburg, maar hij wordt wederom geen vaste speler van het eerste elftal.
Vanaf seizoen 2008-2009 voetbalt Brečko bij 1. FC Köln. Na de degradatie van de club in 2012 werd Brečko, mede door het vertrek van een groot aantal ervaren spelers, door trainer Holger Stanislawski benoemd tot aanvoerder van het team.
Onder leiding van de Oostenrijkse trainer-coach Peter Stöger won hij in het seizoen 2013/14 met 1. FC Köln de titel in de 2. Bundesliga, waardoor de club terugkeerde in de hoogste afdeling van het Duitse voetbal, de Bundesliga. Daarin werd hij het volgende seizoen twaalfde met zijn ploeggenoten.
Brečko verruilde in juli 2015 1. FC Köln voor 1.FC Nürnberg, de nummer negen van de 2. Bundesliga in het voorgaande seizoen. Dat betaalde circa €500.000,- voor hem.

## Interlandcarrière
Brečko maakte zijn debuut voor het Sloveens voetbalelftal op 17 november 2004 in de vriendschappelijke interland tegen Slowakije, die eindigde in een 0-0 gelijkspel. Hij scoorde sindsdien niet voor zijn vaderland. Hij maakte deel uit van de Sloveense selectie bij het WK voetbal 2010 in Zuid-Afrika.

## Erelijst
Slovenië
- 2010: Deelname aan het WK voetbal in Zuid-Afrika

1. FC Köln
- 2014: Kampioen 2. Bundesliga